# Адам Коритовський
Адам Коритовський (27 липня 1886, Перемишляни — 25 серпня 1942, Единбург) — генерал бригади Польських Військ.
Роки служби-1908-1942 року.
Збройні сили-імператорська і королівська Армія Польські Війська.
Одиниці-10 Дивізія Піхоти Генеральний Штаб Міністерство Військових Справ Генеральний Інспекторат Збройних Сил 13 Полк Вільнюських Уланів Бригада Кавалерії "Рівне"Волинська Бригада Кавалерії Командування OK IV.
Посади-шеф штабу дивізії піхоти шеф відділу в Генеральному Штабі і M.с. Військ. І офіцер штабу в GISZ командувач полку кавалерії командувач бригади кавалерії заступник командувача і командувач військової області.
Головні війни і битви-І світова війна польсько-більшовицька війна II світова війна вереснева кампанія

## Біографія
Народився 27 липня 1886 в Перемишлянах, в сім'ї Станіслава Коритовського і його дружини Марії з Августяків. 
Був випускником Школи Кадетів Кавалерії в Mährisch Weißkirchen (тепер Hranice на Morawach). Від 13 серпня 1908 до листопада 1918 виконував професійну службу в імператорській і королівській Армії. Під час служби в c. і k. Армії закінчив Terezjańską Akademię Військову в Wiener Neustadt. У часі І світової війни доводив ескадроном, був офіцером штабу армії і офіцером до доручень c. і k. 4 Полку Уланів. У 1916 підвищувався на ротмістра[1].
28 лютого 1919 був перенесений з І Бригади Кавалерії до Командування Генеральної Області «Лодзь» на посаду заступника шефа штабу[2]. До Польських Військ був прийнятий формально 18 березня 1919 з «колишньої австро-угорської армії із затвердженням наявного ступеня [майора], наданого наказом геню Rydza-Śmigłego з числ. 12 листопада 1918 р., як умовного, поки до складення через Комісію Верифікації загального списку старшинства»[3].
У липні цього року був визначений на посаду шефа штабу10 Дивізій Піхоти, а у вересні — шефа штабуКомандування Генеральної Області «Pomorze». Під часпольсько-більшовицької війни по черзі: шеф штабуКомандування Генеральної Області «Льва», шеф штабуКомандування Генеральної Області «Познань» (до 7жовтня 1920), шеф штабу і заступник командувачаПредставництва Командування Генеральної Області"Варшава" в Białymstoku (з днем 21 жовтня 1920)[4], шефштабу Командування Генеральної Області «Білосток» ізаступник командувача Генеральної Області «Білосток»[5][6]. Виконуючи службу в Познані 15 липня 1920 року бувзатверджений з днем 1 квітня 1920 року в ступені майорав кавалерії, в «групі колишньої австрійсько-угорської армії». 23 жовтня 1920 був призначений підполковником вкавалерії з днем 1 квітня 1920 року[7].
Після закінчення воєнних дій виконував службу на посадішефа відділу у Відділі І Генерального Штабу, якогошефом був тоді płk SG д-р Юзеф Zając.Białymstoku.
3 травня 1922 був звірений в ступеніпідполковника із старшинством з 1 червня 1919 і 69.депозитом в корпусі офіцерів їзди[8]. З днем 1 листопада1924 був призначений до 3 Полку Сілезьких Уланів з"одночасним командируванням на річний курс доучуванняу Вищій Воєнній Школі на 1924—1925 навчальний рік"[9]. Зднем 15 жовтня 1925, по закінченню курсу і отриманнюдиплому наукового офіцера Генерального Штабу, бувпризначений до Департаменту II Кавалерії МіністерстваВійськових Справ на посаду шефа Загального Відділу.
З днем 1 вересня 1926 був призначений до ГенеральногоІнспектората Збройних Сил і визначений на посаду Іофіцера штабу генерала до робіт при GISZ, генерал бриг. Стефана Dąb-Biernackiego[10]. У листопаді 1927 обійнявкомандування 13 Полку Вільнюських Уланів в НовійWilejce[11]. 1 січня 1928 підвищувався на полковника ізстаршинством з 1 січня 1928 і 4. депозитом в корпусіофіцерів кавалерії[12]. У березні 1930 був призначенийкомандувачем Бригади Кавалерії «Рівне»[13][14][15][16], яка 1 квітня 1937 була перейменована на ВолинськуБригаду Кавалерії. Від 10 листопада 1931 до 15 липня1932 був слухачем VI Kursu Центр Вищих ВійськовихНавчань у Варшаві. Великою одиницею кавалерії доводивпонад дев'ять років. На генерала бригади проходив ізстаршинством з 19 березнем 1938. 5 липня 1939 обійнявновостворений пост заступникові командувача ОбластіКорпусу Номера IV в Лодзі. Його безпосереднімначальником став генерал бриг. Віктор
1 вересня 1939, коли генерал Thommée обійнявкомандування Опергрупи «Piotrków», став командувачемОК IV. У початковому етапі вересневої кампанії обов'язкикомандувача області корпусу пов'язував з функцієюделегата головного квартирмейстера[17], якого завданнямбуло забезпечення Армії «Лодзь» і «Познань» також"Пруссія". Увечері 5 вересня евакуювався разом зпідлеглим персоналом до Любліна[18].
Пробрався до Франції після закінчення дій в Польщі. Упідготовчому таборі Coëtquidan був його командувачем, апотім командувач Області Корпусу Bretania[1].Евакуювався до Великої Британії, де не отримав жодногопризначення. У січні 1942 був перенесений в недіючийстан. Помер 25 серпня 1942 в Edynburgu і бувпохоронений на кладовищі Corstorphine[1].

## Думка
Taktycznie добре підготовлений. Дуже багато працює над собою. Надається на командувача великих військових одиниць ступені, дуже доброму. Може доводити більшими зв'язками. Обережне рішення, але дуже послідовна і певна у виконанні. Видатна службова лояльність дає певну гарантію виконання наказів. Є то один з цих командувачів кавалерії, який напевно ніколи не закриватиметься стомленням відділів. Дуже duęe відчуття відповідальності. Дуже добрий командувач вищої одиниці. Оздоровчий і фізичний досконалий стан
. /-/ gen.Bukacki-Burhardt[19].
Ордени і відзнаки
Срібний Хрест Військового Ордену Virtuti Militari (1922)[20]
Офіцерський Хрест Ордену Відродження Польщі (2 травня 1923)[21]
Золотий Хрест Заслуги (1937)[22]
Меморіальна Відзнака Генерального Інспектора Збройних Сил — 12 травня 1936
Холостяцький Хрест Почесного (Франція) Легіону